# Erythrina eggersii
Erythrina eggersii es una planta trepadora o árbol perteneciente a la familia de las fabáceas. Tiene el nombre común de  "cock's-spur", espuelo de gallo, o pinon espinoso. Es originario de Puerto Rico, las Islas Vírgenes Británicas y las Islas Vírgenes de los Estados Unidos, donde son tratadas en peligro de extinción por la pérdida de hábitat.

## Hábitat
Hay una pequeña subpoblación de unos 12 individuos en Nevarez, y de tres a seis árboles aislados y una subpoblación de núcleo de 30 a 50 árboles en el Parque nacional Islas Vírgenes.

## Taxonomía
Erythrina eggersii fue descrita por Krukoff & Moldenke y publicado en Phytologia 1(8): 289. 1938.
Etimología
Erythrina: nombre genérico que proviene del griego ερυθρóς (erythros) = "rojo", en referencia al color rojo intenso de las flores de algunas especies representativas.
eggersii: epíteto otorgado en honor del botánico Henrik Franz Alexander von Eggers.
Sinonimia
- Erythrina horrida Eggers[2]